# Hans Meerwein
Hans Meerwein (Amburgo, 20 maggio 1879 – Marburgo, 24 ottobre 1965) è stato un chimico tedesco.
Il suo nome è ricordato nella riduzione di Meerwein-Ponndorf-Verley, nel riarrangiamento di Wagner-Meerwein e nel reattivo di Meerwein.

## Vita

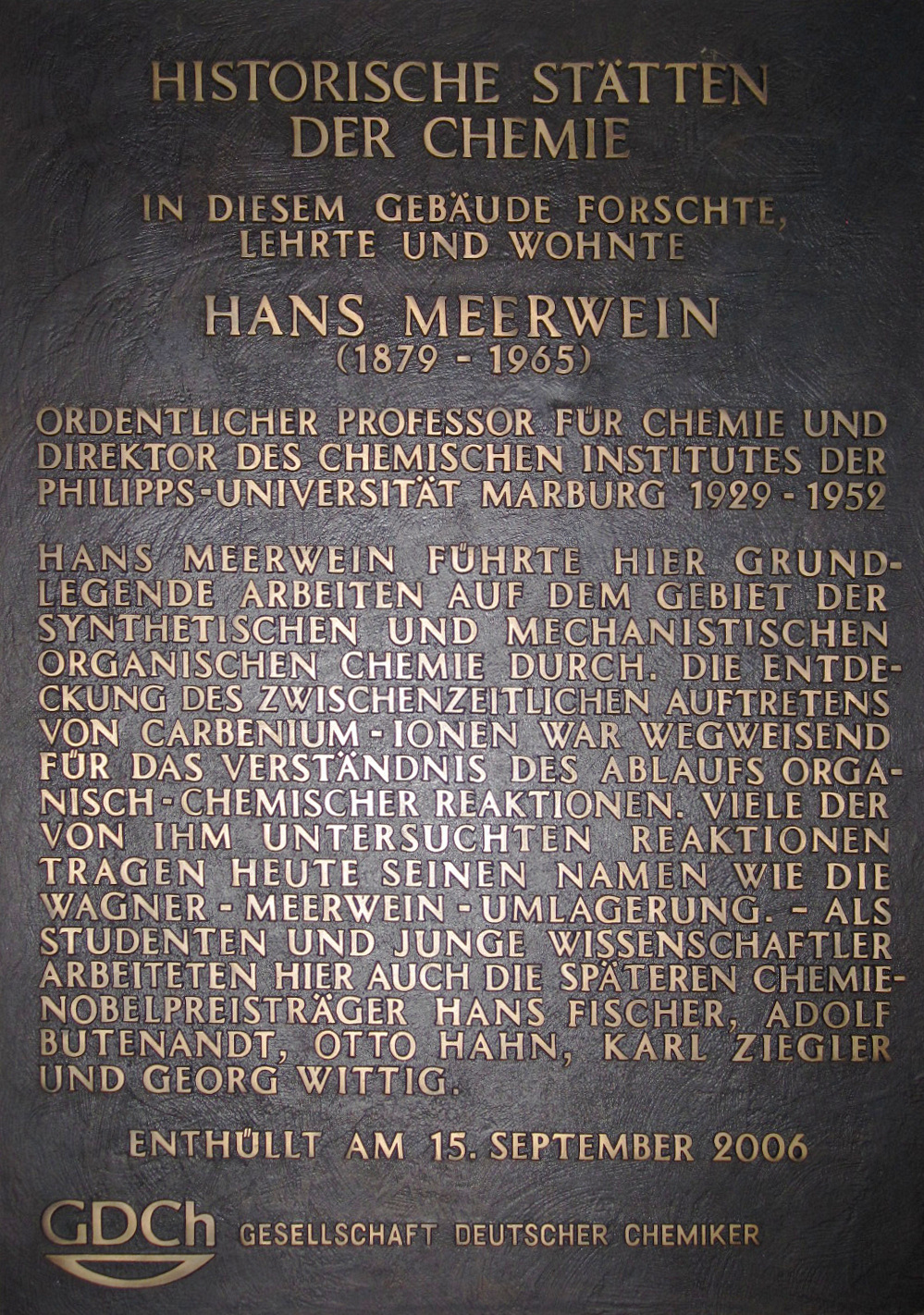
Targa dalla Società Chimica tedesca che commemora Hans Meerwein, situata presso l'Università di Marburgo

Hans Meerwein era figlio dell'architetto Emil Meerwein. Iniziò a studiare chimica nel 1898 alla Scuola di Chimica Fresenius di Wiesbaden, poi si trasferì all'Università di Bonn. Si laureò sotto la guida di Georg Schroeter e lo seguì all'Istituto tecnico superiore di Charlottenburg, ora Università tecnica di Berlino. Nel 1905 Richard Anschütz e Rainer Ludwig Claisen gli offrirono una posizione di assistente a Berlino. Conseguì il dottorato nel 1908 presso Richard Anschütz con una tesi sulla reazione di Michael. Nel 1914 divenne professore titolare a Bonn e quindi nel 1922 professore straordinario. Nel 1922 fu chiamato come professore ordinario alla Università di Königsberg, dove insegnò chimica organica. Nel 1929 successe a Karl Friedrich von Auwers alla Università di Marburgo e diresse l'istituto chimico. Nel 1933 aderì al documento Bekenntnis der Professoren an den deutschen Universitäten und Hochschulen zu Adolf Hitler und dem nationalsozialistischen Staat (impegno dei professori delle università e scuole superiori tedesche verso Adolf Hitler e lo Stato nazista). Nel 1945 l'istituto chimico di Marburgo fu in gran parte distrutto da un bombardamento, e Meerwein perse la sua residenza ufficiale presso l'Istituto, tutti i resoconti sperimentali e la sua biblioteca privata. In seguito Meerwein contribuì alla ricostruzione dell'istituto che terminò nel 1953, quando si ritirò dall'attività didattica. Continuò a svolgere ricerche come professore emerito fino al 1965. La sua tomba si trova nel cimitero di Ohlsdorf ad Amburgo.

## Ricerche
Meerwein svolse ricerche di chimica organica, dando particolare importanza agli aspetti teorici e meccanicistici.
Dopo aver conseguito il dottorato si interessò della chimica dei terpeni e del meccanismo di riarrangiamento nel pinacolo. Con metodi molto semplici (pipette e burette) e conoscendo la cinetica di reazione poté stabilire la natura cationica (e non radicale) degli intermedi nel riarrangiamento del pinacolo (riarrangiamento di Wagner-Meerwein) e nel riarrangiamento isoborneolo-canfene. Dopo aver studiato la reazione di riarrangiamento catalizzata da acidi degli ioni carbenio del pinene, sviluppò una sintesi della canfora tramite i riarrangiamenti pinene → canfene → isobornilacetato → isoborneolo → canfora; questo procedimento fu implementato dalla Schering AG.
Utilizzò inoltre specie acide come HBF4 e H2ZnCl4 in solventi organici, dove agiscono da catalizzatori per la formazione di intermedi particolarmente reattivi per arrivare a ioni carbenio e ossonio.
Di grande importanza scientifica furono le sue ricerche sul trietossido di alluminio, che catalizza la riduzione di chetoni e aldeidi ai rispettivi alcoli (riduzione di Meerwein-Ponndorf-Verley). Tale riduzione fu applicata con successo a molti prodotti naturali sensibili.
Sulla base di semplici reazioni chimiche Meerwein postulò la formazione di carbeni e la possibilità di polarizzare doppi legami aromatici (anche nel benzene). Bromurando il benzene si forma contemporaneamente un sale di bromobenzene con una carica positiva, che trattato con diazometano fornisce con alta resa cicloeptatriene bromurato, un composto ciclico a sette termini. Meerwein sospettò che in questa reazione si formassero dei carbeni, intermedi reattivi fino ad allora sconosciuti.
In Marburgo Meerwein condusse ricerche fondamentali su sintesi e meccanismi di chimica organica e sviluppò le conoscenze sui carbocationi, specie fondamentali per la comprensione di molte reazioni organiche, in particolare per le reazioni di polimerizzazione. È considerato uno dei fondatori della chimica organica fisica, dato che utilizzava studi di cinetica per chiarire il meccanismo delle reazioni.
Più tardi scoprì il tetrafluoroborato di trietilossonio (reattivo di Meerwein), un fortissimo agente alchilante che avrebbe permesso la sintesi di sostanze naturali complesse.

## Riconoscimenti
Meerwein ricevette varie lauree ad honorem e i seguenti riconoscimenti: 
- 1950 - Medaglia Emil Fischer della Gesellschaft Deutscher Chemiker (Società Chimica Tedesca)
- 1953 - Gran croce al merito dell'Ordine al merito di Germania
- 1959 - Premio Otto Hahn per la chimica e la fisica